# Two Eleven
Two Eleven är det sjätte studioalbumet av den amerikanska singer-songwritern Brandy Norwood. Albumet gavs ut den 12 oktober 2012 och blev hennes första utgivning via Chameleon och RCA Records. Norwood började spela in musik till albumet redan 2009 men projektet stannade upp när hon och Epic Records gick skilda vägar till följd av de låga försäljningssiffrorna av Human (2008). Two Eleven som först gick under titeln Rebirth symboliserar Norwoods "pånyttfödelse" som artist. Titeln refererar till hennes födelsedatum men är också en hyllning till Whitney Houston, en mentor och barndomsidol som avled 11 februari 2012.
På Two Eleven återvänder Norwood till sina R&B-rötter efter skiftet mot pop och country på Human. Med strävan att förnya sin image valde Norwood att bryta sin trend att låta enbart en musikproducent stå för majoriteten av produktionen. Med hjälp av etablerade namn som Sean Garrett, Bangladesh, Mario Winans, Frank Ocean och Rico Love skapades en ljudbild bestående av samtida R&B och progressiv, futuristisk R&B med inslag av både hiphop och dubstep. Kritiker noterade även ett mera sexuellt laddat textinnehåll än på tidigare utgivningar. Two Eleven möttes av övervägande positiva reaktioner från musikrecensenter. Billboard ansåg att Two Eleven gav prov på "självsäkerhet" medan andra hyllade hennes röst som hade fått mer spelrum och beskrevs som "bättre än någonsin". 
Första veckan efter utgivning hade Two Eleven stadiga försäljningssiffror. Albumet gick in på tredjeplatsen på Billboard 200 och förstaplatsen på den amerikanska R&B-listan Top R&B/Hip-Hop Albums, hennes andra album i karriären att nå denna bedrift. Försäljningen avstannade relativt snabbt med måttliga 159 000 sålda exemplar fram till januari 2013. Two Eleven misslyckades att gå in på de flesta internationella albumlistor. Albumet föregicks av huvudsingeln "Put It Down" featuring Chris Brown som blev hennes mest framgångsrika singel på över ett decennium. Albumets andra singel blev "Wildest Dreams" som missade de flesta topplistor och därmed fick RCA att ställa in alla senare singlar.

## Bakgrund och inspelning

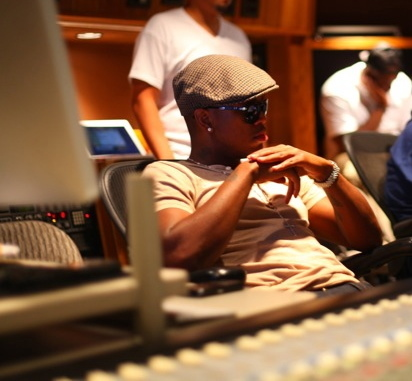
Sångaren Ne-Yo var en av de första att jobba med Norwood.

År 2005 respektive 2008 gav Norwood ut samlingsalbumet The Best of Brandy och sitt femte studioalbum Human. Båda utgivningarna markerade en nedgång i popularitet jämfört med tidigare framgångar och missade båda topp-tio på amerikanska albumlistan. Norwood började skissa fram ett nytt album redan samma vecka som Human gavs ut. De första att jobba med Norwood på en uppföljare var Ne-Yo, Stargate samt duon Tricky Stewart och The-Dream. När Amanda Ghost utsågs till ny chef för Epic Records började rykten florera att Norwoods skivkontrakt skulle avslutas, vilket en tid senare bekräftades av Stewart. Kort därefter rapporterades även att Jay Zs managementföretag avslutat sitt samarbete med Norwood, något hennes team tillbakavisade och meddelade att beslutet varit ömsesidigt.
Utan något skivkontrakt återupptog Norwood arbetet på albumet mot slutet av 2009. Hon jobbade med duon The Chase och uttryckte sin önskan till ett samarbete med Will.i.am och Akon. Fortsättningsvis arbetade hon med producenter som Danja, Clinton Sparks, The Jam, Corey Gibson och låtskrivaren Stacy Barthe. Norwoods sporadiska arbete sågs i hennes realityserie Brandy and Ray J: A Family Business där några av låtarna som hon spelade in inkluderades på TV-seriens soundtrack med samma namn.

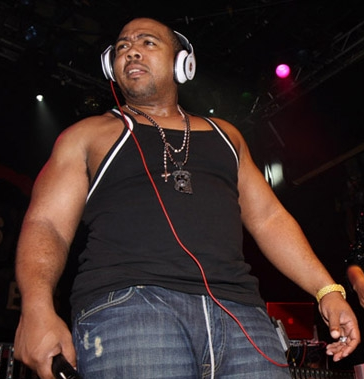
Brandy skapade sitt hittills mest kritikerrosade album, Afrodisiac (2004), med Timbaland. Tidsbrist gjorde så att paret aldrig han spela in några låtar till skivan.

Under sista kvartalet av 2010 skrev Norwood på för producenten Breyon Prescotts skivbolag Chameleon Records, ett kontrakt där även RCA Records ingick. Detta tillkännagavs i augusti 2011 där det också meddelades att Norwoods album skulle ges ut 2012. Hon började därefter välja bland inskickade demolåtar och spela in musik i studion. Låtar som hon spelat in tidigare ägdes av Epic Records och övergavs av den anledningen. I en intervju med tidskriften Rolling Stone berättade Norwood om sitt nya skivkontrakt; "Jag återuppfinner mig själv och känner mig orädd. Two Eleven är ett vuxet och kaxigt album. RCA påminner mig om hur Atlantic brukade vara. De trodde verkligen på mig och såg min vision som artist när de signerade mig som 14-åring. RCA välkomnade mig och Breyon Prescott och Peter Edge visade verkligen en stark passion för vad jag ville göra." Innan Prescott kontaktade Brandy frågade han sångerskans vän och samarbetspartner Rodney "Darkchild" Jerkins om medgivande. Prescott förklarade att han ville skapa ett "riktigt" R&B-album med Brandy och Jerkins förhöll sig positiv till projektet.
I september 2010 avslöjade producenten Bangladesh att han fått förfrågan om att vara ansvarig och producera hela projektet. Brandy sade en tid senare att hennes avsikt var att jobba med så många kompositörer som möjligt, däribland Hit-Boy, Tha Bizness, Jim Beanz, WyldCard, nykomlingen Kevin McCall, Rico Love, produktionskollektiven The Woodworks och The Runners, samt sångarna Sean Garrett, Lonny Bereal och Frank Ocean. Trion Brandy, Hit-Boy och Ocean hade jobbat på sångerskans föregående album och samlades återigen för att skapa nya låtar till skivan. Till Two Eleven skapade de balladen "White Flag" som handlar om att bli "besegrad av sina känslor". Låten inkluderades dock aldrig på standard- eller deluxe-versionen av skivan. Brandy samarbetade också med rapparen Drake på en låt som skrevs av James Fauntleroy och producerades av Noah "40" Shebib. Dock hann sångerskan aldrig spela in spåret. Sean Garrett avslöjade att han jobbat på nio låtar till skivan. Via ett pressmeddelande från RCA Records meddelades att Breyon Prescott var chefsproducent för arbetet som skapades av en mängd framstående musiker, däribland Mario Winans och låtskrivaren Ester Dean som inte nämnts tidigare. Trots att Prescott sade att Timbaland var i inspelningsstudion med Brandy avslöjade sångerskan själv den 29 augusti 2012 att Two Eleven var klar och att tidsbrist hindrade paret från att spela in låtar ihop.

### Sound
Det tog lång tid för Brandy att arbeta fram det, för henne, rätta soundet till Two Eleven. Sångerskan övergav R&B-genren på sitt femte studioalbum Human och fortsatte i samma riktning under 2009 och 2010. Många av de första låtarna som skapades till Two Eleven grundades på popmusik med inslag av country. Hon ändrade sig senare efter att ha introducerat sitt rapp-alter-ego Bran'Nu år 2009. Timbaland avslöjade att han hade som avsikt att skapa Brandys skiva som nu istället skulle bestå av "hälften rapp och hälften sång". Brandy bekräftade planerna själv i en intervju och sa: "Det är vad jag kommer att göra härnäst. Timbaland stöttade mig i det valet och gav mig verkligen en chans att låta annorlunda och jag kan inte tacka honom nog för det. Det här är en fantastisk möjlighet." Sångerskan började att spela in fler rapplåtar under de följande månaderna, men projektet rann slutligen ut i sanden. I en senare intervju avslöjade Brandy att hon övergett idén eftersom ett rappalbum inte var vad hennes målgrupp ville ha.
Efter att ha fått sitt skivkontrakt meddelade sångerskan i augusti att hon hade hittat det "rätta soundet" för skivan. I en intervju sade hon: "Jag tänker göra ett R&B-album. Jag har inte gjort R&B-musik på väldigt länge, jag har inte gjort den musik jag borde ha gjort. Jag måste hitta tillbaka till min genre och ge min målgrupp det de vill ha ifrån mig." I en annan intervju sade hon: "Jag är väldigt exalterad över hur den nya skivan låter. För mig handlar det om att hitta det nya moderna soundet för R&B och det var svårt. Jag ville göra något annorlunda - jag ville inte sjunga om kärlet över beats som redan används av andra artister." Brandy avslöjade också att Frank Ocean varit en stor inspiration till skivan: "Vi har alltid haft en bra kemi tillsammans och vi förstår oss på musik på samma sätt. Att jobba med honom på den här skivan var lika intressant som alltid. Jag hoppas att jag får chansen att spela in fler låtar tillsammans med honom för hans musik berör mig verkligen. Jag är väldigt inspirerad av honom. Han är en fantastisk artist som inte har nått sin fulla potential än." I en intervju med Billboard sade hon: "Mina fans har varit väldigt tålmodiga med mig men jag ville bara vara säker på att den här skivan ska vara 'rätt' - rätt typ av musik, rätt fundament. Jag har nu kommit så långt att jag känner mig säker på att ge ut den. I en annan intervju med Rap-Up jämförde sångerskan skivan med sina tidigare: "Den kommer att vara helt annorlunda men jag kommer såklart att sjunga om kärlek och olika situationer jag gått igenom... Min musik tenderar att alltid bli soundtracket till mitt liv och jag inspireras också av att höra andra människors erfarenheter."
| ”                                                                                         | Skivan är ett fantastiskt verk, jag säger det ödmjukt. Det känns som det här är mitt första album. Jag känner mig som en ny artist. Allt är så annorlunda den här gången. Det är fantastiskt att vara hos RCA/Chameleon för de tror verkligen på mig. Jag är väldigt tacksam. | „ |
| – Brandy talar om sitt nya album i en radiointervju med Power 105.1 “The Breakfast Club”. | |   |

### Albumnamn och förpackning
Titeln Two Eleven refererar till Brandys födelsedag och sedan den 11 februari 2012 också samma dag som hennes mentor och idol Whitney Houston avled. Innan den händelsen avslöjade Brandy att hon valde mellan en mängd namn som skulle symbolisera hennes "comeback" och eftersträvan att "förnya" sin image. I en intervju tillkännagav hon: "Några av namnen jag funderade på var Rebirth, Reincarnation, Reinvention, Resurrection [...] men jag känner att Two Eleven beskriver allt det. Det är samma dag som jag föddes och varje år utvecklas jag som människa. Titeln har också en helt ny innebörd eftersom jag fick en skyddsängel på det datumet. Min idol är min ängel nu. Allt finns i den titeln och representerar vem jag är och vilka plikter jag har."

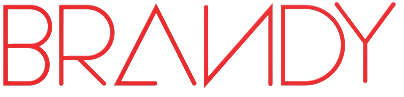
En ny "Brandy"-logotyp skapades för skivan.

Skivomslaget för både standard- och deluxe-utgåvan av Two Eleven avslöjades den 30 augusti 2012. Fotograferingen för omslaget och häftet ägde rum i början av augusti med Steven Gomillion och Dennis Leupold, bättre känd som fotograferingsduon Gomillion & Leupold. Brandy hade tidigare arbetat med fotograferna på omslaget till Upscale Magazine i maj 2012. I en intervju sade sångerskan: "Absolut. De kommer att fotografera mig till skivhäftet. De är fantastiska och jag ser framemot vad vi kan hitta på tillsammans." Hårstylisten Kim Kimble, känd från sin egen TV-serie L.A. Hair, avslöjade i en intervju den 7 augusti att hon jobbat med Brandy till fotograferingen. Hon sa: "Man kan förvänta sig att se en helt ny Brandy och även den gamla Brandy - alltså Brandy med rastaflätor som under 1990-talet. Hon kommer att ha många olika stilar på skivan. Rakt långt hår, lite mera volym och rastaflätor. Under fotograferingen var hon helt fantastisk och bar väldigt mode-inriktade kläder." På standardversionen av skivan står Brandy på en spegel med båda armarna utsträckta i en korsliknande pose. Färgerna utgörs av ljusblått och vitt. Deluxeversionen är samma bild som ändrats och givits en guldaktig ton. Bilderna i häftet är tagna i en futuristisk miljö. På andra bilder kan Brandy bland annat ses på en cykel bärandes rastaflätor. En ny "Brandy"-logotyp användes till skivan och ersatte därmed logotypen som skapats år 2008 till Human. Den nya logotypen avslöjades i maj år 2012 på omslaget till huvudsingeln "Put It Down". Den skapades av teckensnittet Vow Neue som designades av Alex Haigh och publicerades av Thinkdust den 29 mars 2012.

## Musik och låttext

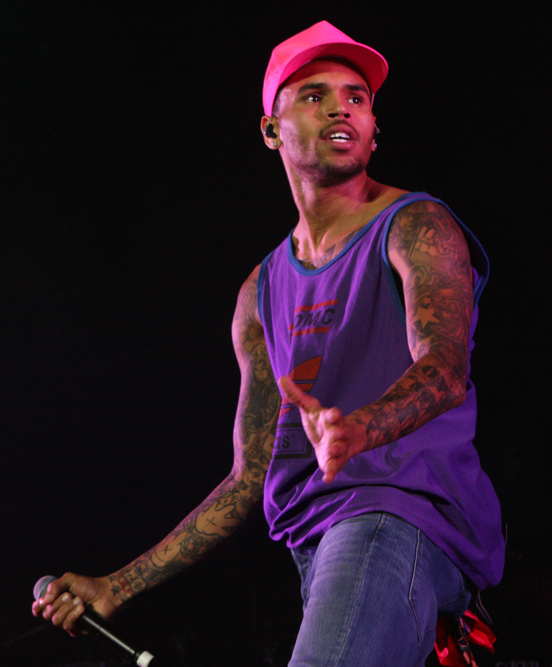
Chris Brown hjälpte till att skriva albumspåren "Put It Down" och "Slower".

Under skivans förhandslyssning vid Germano Studios i Manhattan, New York, den 20 augusti 2012, avslöjade chefsproducenten Breyon Presscot att Two Eleven skulle innehålla femton spår. Elva av dem spelades upp för musikrecensenter men många var inte färdiga. Första singeln, "Put It Down", (med Chris Brown) innehar distinkta hiphop-influenser. Brandy framför låten halvt sjungande och halvt rappande, en teknik hon senast använde på Timbalands album Shock Value II (2009) med alter-egot Bran'Nu. Låten är i midtempo och har en "dunkande produktion" skapad av Bangladesh. Låtskrivaren Sean Garrett menade att låten var en "bra introduktion" till hur resten av skivans produktion skulle låta. Alla Garretts låtar på skivan har inte samma sound. Andra singeln, "Wildest Dreams", skrevs också av Garrett men producerades av The Bizzness. Den introspektiva balladen handlar om Brandys ovana att bli älskad av en annan person. I refrängen sjunger hon: "Never in my wildest dreams did I think someone could care 'bout me/ Not just the way you love me, but you know I'm emotional (sometimes)." Brandy nämner sig själv flera gånger över "bultande slagverk".
Prescott förklarade att i Two Eleven återkommer Brandy med sin flerskiktade sång, hennes signatur som används på tidigare låtar som "Angel In Disguise", "Full Moon" och "Afrodisiac". Denna sångteknik är den "röda tråden" på Two Eleven och kan höras i balladen "Without You". Efter inspelningen var låten en av de utvalda av Brandy att eventuellt bli skivans andra singel. Billboard-skribenten Andrew Hamp sade att "Without You" visar Brandys "starka sång" med en "självsäker" attityd. Den jämfördes med Keyshia Coles singel "Enough of No Love", vilken också producerades av Harmony Samuels. "No Such Thing as too Late" rör samma område och handlar om hur framföraren hanterar känslorna inför en ny relation. Den innehåller verserna: "When you really love somebody you can wait/'Cause there's no such thing as too late". Denna låt går hand-i-hand med "Hardly Breathing" där Brandy sjunger om sin ångest efter att ha gjort slut med en partner. Båda spåren skrevs och producerades av Jim Jonsin och Rico Love.

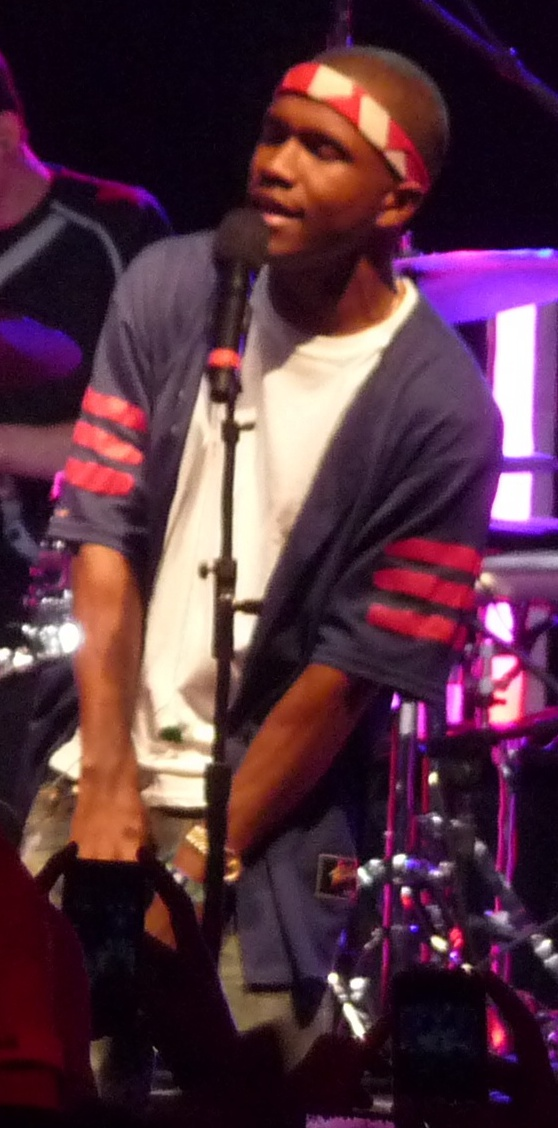
Frank Ocean skrev låten "Scared of Beautiful".

R&B-sångaren Frank Ocean skrev balladen "Scared of Beautiful". Ocean hade dessförinnan arbetat med Brandy på "1st & Love" och "Locket (Locked in Love)" till föregångaren Human (2008). "Scared of Beautiful" var först tänkt som duett med Ocean, men endast Brandys soloversion inkluderades på skivan. I låten sjunger sångerskan om att blicka mot framtiden istället för att älta det förflutna. I refrängen ställer sig framföraren frågan: "I wonder why there's no mirrors on these walls no more/ You can't tell me why you're so terrified of beautiful". I en intervju pratade Brandy om hur låten kom med på skivan: "Han hade haft låten länge och när jag hörde den så var det som att texten talade rakt till mig. Ibland kommer man till punkten i sitt liv när man är rädd för att vara bra, man är rädd för att vara vacker, rädd för att vara den bästa versionen av sig själv och då försöker man komma på banan igen. Jag känner igen det där från mitt eget liv. Jag vet att det finns många människor därute som går igenom lika mörka stunder och jag känner att jag kan nå många med låten.
Sångaren som senare blev musikproducent; Mario Winans, skrev låten "Wish Your Love Away" där Brandy våndas över en pojkvän som "fick henne att se dum ut". Låtens melodi utgörs av "hamrande trummor" och panflöjt. Framföraren minns tillbaka: "Remember that you told me you were with it, and all them other bitches you could do without." "Do You Know What You Have?", producerad av Mike WiLL Made It, byter riktning, och Brandy visar exet var "skåpet ska stå". Hon svärtar ner på mannen för att han har "misslyckats att besvara hennes känslor". Bangladesh producerade "So Sick", är en annan låt som skrevs av Garrett. Brandy sjunger till en älskare som går för långt och missgynnar hennes förtroende. Låten innehåller exempelvis versen: "How far do you think I'll let you push me before I cross the line?". Inte alla låtar på Two Eleven är midtempo eller ballader. Bangladesh skapade spåret "Let Me Go", vilken beskrevs som en "klubblåt i upptempo". I refrängen sjunger Brandy: "You know how I get when you let me go". Låten samplar "Tonight" av den svenska pop-sångerskan Lykke Li.

## Lansering och marknadsföring
Two Eleven var, enligt Billboard, tänkt att ges ut i mars 2012. I november 2011 avslöjade Sean Garrett till Rap-Up att han varit del i skapandet av skivans första singel som skulle innehålla en rappare och ges ut före den 25 december 2011. Dessa planer gick om intet och låtens utgivningsdatum flyttades fram så att inte den skulle krocka med den Rico Love-komponerade låten "It All Belongs to Me", en duett med sångerskan Monica som släpptes i februari 2012. Efter förseningen med huvudsingeln tillkännagavs att Two Eleven skulle ges ut i maj 2012. I mars samma år avslöjade Brandy skivans titel samtidigt som hon meddelade att albumet nu istället skulle ges ut i juni 2012. Utan några nya meddelanden passerade juni. I juli tillkännagavs ett nytt releasedatum, 28 augusti 2012. Detta datum flyttades återigen fram, den här gången till 2 oktober och sedan, slutligen, den 16 oktober 2012. I Europa skedde utgivningen flera dagar tidigare, i Tyskland den 12 oktober och i Storbritannien den 15 oktober 2012. 
Skapandet av Two Eleven var tänkt att dokumenteras i en minidokumentär med namnet Brandy: On My Own. Med Brandy själv som berättare skulle serien visa sångerskan arbeta i inspelningsstudion samtidigt som hon lever sitt liv som ensamstående mamma. En trailer för serien började cirkulera på olika internetsidor den 30 juli 2011. Brandy avslöjade senare att hon tänkt om och inte ville färdigställa dokumentären eftersom hon inte tyckte sig vara "tillräckligt intressant för reality-TV". Den 25 april 2012 var sångerskan huvudämne i ett avsnitt av dokumentärserien Behind the Music. I avsnittet berättade Brandy för första gången med sina egna ord om den bilolycka hon var inblandad i 2006 och hennes påhittade äktenskap med kompositören Robert Smith. Avsnittet blev ett av de mest sedda i programmets historia. Brandy var en av de tillfrågade att uppträda till Whitney Houstons tribut vid den årliga amerikanska prisceremonin BET Awards 2012. Hon framförde "I'm Your Baby Tonight" och "I Wanna Dance with Somebody", dessa hyllades och ansågs senare som Brandys bästa uppträdanden någonsin.
Vid världspremiären av musikvideon "Put It Down" den 14 augusti 2012 var Brandy värd för TV-programmet 106 & Park, där musikvideon visades två gånger under programtiden. Under utgivningsveckan (15–21 oktober) besökte Brandy BET:s 106 & Park för andra gången och visades en trailer för musikvideon till "Wildest Dreams". Hon var även med i andra amerikanska TV-program som Good Morning America, Live with Kelly and Michael, The Wendy Williams Show, E!:s Fashion Police och Bravos Watch What Happens Live. Hon besökte flera amerikanska radiostationer. Den 15 oktober gästade hon Power 106.1 och intervjuades i deras segment The Breakfast Club. Hon gästade även Sirius XM The Morning Jolt With Larry Flick & Keith Price. Fortsatt marknadsföring skedde sporadiskt mellan Brandys inspelningar till den sjätte säsongen av komediserien The Game. Den 4 december 2012 var sångerskan en av artisterna att uppträda vid BET:s årliga gala Black Girls Rock, som sändes från Paradise Theater i New York. Hon framförde "Wildest Dreams" tillsammans med flera bakgrundsdansare. Den 18 november var hon presentatör vid den årliga amerikanska prisceremonin American Music Awards som sändes på ABC.
Brandy uppträdde vid ABC:s nyårsgala Dick Clark's New Year's Rockin' Eve den 31 december 2012. Hon framförde "Put It Down" och "Wildest Dreams" och hennes nummer introducerades av Ryan Seacrest och sångaren Fergie. Andra artister som uppträdde var Carly Rae Jepsen, Justin Bieber, Psy och Taylor Swift. Brandy blev kvällens enda R&B-nummer. Programmet sågs av 13,3 miljoner amerikaner och blev därmed de högsta tittarsiffrorna för bolaget sedan år 2000. Den 11 februari uppträdde hon vid BET Honors 2013 som tillägnades artister som Halle Berry, Lisa Leslie, Pastor T.D. Jakes och Chaka Khan. Brandy sjöng "Without You" iklädd en svart aftonklänning.

## Singlar
Den 12 april 2012 bekräftade Brandy att hon planerade att ge ut "Put It Down" med gästartisten Chris Brown som huvudsingeln från skivan. Låten ersatte därmed duetten med Monica, "It All Belongs to Me", som getts ut i februari år 2012 och klättrat till en 23:e plats på USA:s R&B-lista. "Put It Down" producerades av Bangladesh och skrevs av Sean Garrett. Brandy beskrev låten som "väldigt kommersiell men den har samtidigt en riktigt cool hiphop-influens i sig. Den kan spelas på nattklubbar, på radio, på alla format [...] den är upptempo och väldigt speciell." Låten hade premiär den 26 april 2012 och kunde laddas ner den 4 maj. "Put It Down" skickades till radiostationer med formaten Urban AC och Rhythmic AC den 5 juni. Första gången singeln noterades på USA:s R&B-lista var på en 98:e plats. Låten har hittills klättrat till en 3:e plats på den topplistan och nått plats 69 på Billboard Hot 100. Detta blev sångerskans mest framgångsrika musiksingel på tio år.
I en intervju med radiovärden Angie Ange vid stationen 93.9 WKYS avslöjade Brandy att hon ville ge ut två singlar som uppföljare till "Put It Down". Sångerskan ville ge ut låten "Without You" som skivans andra singel men skivbolaget ville istället ge ut "So Sick" och sen "Without You" som skivans andra respektive tredje singel. Under förhandsspelningen av Two Eleven vid Germano Studios i Manhattan avslöjades att låten "Wildest Dreams" skulle ges ut som den andra singeln från skivan istället. Låten komponerades av The Bizness ock skrevs av Sean Garrett. Låten hade premiär på internet den 21 augusti 2012 och skickades till internetbutiker den 28 augusti. "Wildest Dreams" skickades till radiostationer som spelar formatet Urban AC den 11 september 2012.

## Mottagande
Andy Kellman vid AllMusic gav Two Eleven fyra av fem stjärnor. I sin recension skrev han; "Brandy tog en risk genom att bryta sin trend att enbart jobba med en producent per skiva." Han noterade att "strategin belönade sig. Mycket av resultatet glänser av självsäkerhet och kraftfull sexualitet." Han tillade: "Månader efter att fans gick upp för återupplivningen av en död jämlikes ny-utgivna albumskrap återvänder Brandy, en överlägsen vokalist ofta ignorerad eller underskattad av samma människor, och ger ut en av hennes absolut bästa skivor hittills. Hon bör inte tas för givet. Steve Jones, skribent för USA Today, ansåg att Two Eleven var Brandys "mest passionerade album på flera år. Vare sig hon är överlycklig åt en ny kärlek eller redo att packa väskorna för en annan så verkar hennes hjärta vara en öppen bok." Mesfin Fekadu från San Francisco Chronicle sa; "Inte många sångare har gett ut sex fantastiska album. Det har Brandy. Hennes nyaste är en samling R&B-låtar som är personliga, färgstarka och fantastiska. Skivan är fläckfri. Brandys raspiga men mjuka toner blandas bra med taktslagen och skapar enastående spår som kommer att få dej att lyssna om och om igen."
Andrew Chan från Slant Magazine menade att Two Eleven var "namngiven progressiv R&B men musiken gör henne inte till någon visionär. Vad som istället är uppfriskande med arbetet är att hon placerar sig inom ramen för framåttänkande utövare av urban musik medan hon också klart bevisar sin position som en R&B-diva." Han lyfte fram Brandys röst som fått "mer spelrum än någonsin innan" och prisade hennes "ovanliga ton och den underliga blandningen av varmt och kallt med hård attityd." Ken Capobianco från The Boston Globe ansåg att på Two Eleven "levererar Brandy hittills bästa, med låtar som dokumenterar kärlekens mysterier. Olikt tidigare försök, som inte var i samma skala, består klubblåtarna av riktig swag och balladerna av riktig soul." Andrew Hampp, skribent för Billboard, tyckte att albumet "innehöll några av hennes frächaste beats sedan 2004:s experimentella, kritikerrosade Afrodisiac." Han summerade skivan som "en samling av old-school-R&B med en modern, ofta futuristisk tvist utan trendiga experiment med EDM." Han ansåg att Two Eleven var "hennes mest fokuserade försök sedan 1998:s Never Say Never.
Tanner Stransky från Entertainment Weekly började sin recension med att peka ut "Put It Down" som den svagaste låten på Two Eleven. Stransky sa; "Den är en av de svagare på en annars felfri skiva till fansen. Ignorera det som skickas till popradio för på ballader och slow jams plockar Brandy poäng med hennes söta, raspiga röst och det är det som står ut på denna intima, eteriska samling." Sarah Godfrey från tidskriften Washington Post lyfte fram låtarna på skivan och skrev att albumet "är en fin tribut [till vännen och mentorn Whitney Houston] delvis för att den är ett testament till faktumet att vilka trender som än pågår inom musiken så skiner en bra röst igenom." Vibe Magazine skrev att "experimentera med musik kan vara svårt för vissa artister men på Two Eleven kryssar Brandy förbi det uppenbara. Allt från emo-ballader till svängiga upptempo-produktioner. Veteranen med en 18-årig karriär i ryggen undviker överproducerade midtempo-låtar." Anna Hellsten, skribent för Sydsvenskan hyllade skivan och skrev; "Brandys diskografi är en ovanligt jämn historia: sen 1994 har hon släppt en stadig ström av bra soul med 2004 års 'Afrodisiac' som hittills största stund. Men 'Two Eleven' är inte bara bra, den är en triumf: en av tiotalets finaste, mest moderna R&B-plattor." Som många andra kritiker pekade hon ut "Put It Down" som den "svagaste länken" på skivan. Inte lika entusiastisk var Noah Berlatsky från The Atlantic som ansåg att låtarna på albumet var "värre än dom på den ignorerade plattan Human, men bättre än dom på den älskade - men ändå tråkiga Full Moon."
| ”                                            | De som reducerar Brandy till en 90-talsrelik och one hit wonder gör ett misstag. Hon har varit en unik röst i en föränderlig genre i nästan 20 års tid, med "I Tried", "The Boy Is Mine" och "Full Moon" som några höjdpunkter. När hälften av kollegorna gör danspop och hälften söker sig tillbaka till de romantiserade 60- och 70-talen fortsätter hon på egen bana, där den moderna R'n'B:n klarar sig fint på egna meriter. Two eleven är således inget banbrytande album, men det är långt ifrån ointressant. Här finns lite Frank Ocean, lite Lykke Li och mycket av Brandys hesa röst, som används som ett mångsidigt instrument snarare än för att waila hela skalor för showens skull. | „ |
| – Skribenten Agnes Arpi för Göteborgsposten. | |   |

## Kommersiell prestation
Two Eleven debuterade på Billboards listor den 25 oktober 2012. Första veckan sålde studioalbumet 65 000 exemplar. Skivan debuterade av den anledningen på förstaplatsen på USA:s albumlista Top R&B/Hip-Hop Albums, vilket blev hennes första album att debutera på förstaplatsen på tio år och hennes andra albumetta hittills i karriären. På Billboard 200 debuterade Two Eleven på tredjeplatsen, tolv placeringar högre än föregående album, och blev hennes fjärde album att debutera inom topp-tio på den topplistan. Two Eleven hölls från andraplatsen av Babel av Mumford & Sons som sålde niotusen exemplar mer. Under sin andra vecka på Billboards listor föll skivan till plats 2 respektive 10 på Billboard 200 och Top R&B/Hip-Hop Albums. Antal sålda exemplar beräknades till 22 000, en minskning med 65% jämfört med förra veckan. Efter att ha fallit ur Billboard 200 i mitten av december debuterade Two Eleven på nytt på plats 125 den 10 januari 2013. Samma vecka klättrade skivan tio placeringar på R&B-listan (32-22) med en försäljning på 4 400 exemplar. Fram till januari hade albumet sålts i 159 000 exemplar.
Med obefintlig marknadsföring i Storbritannien eller resten av Europa debuterade Two Eleven på albumlistorna UK Albums Chart och UK R&B Albums Chart den 20 oktober 2012. Skivan placerade sig på en 4:e plats på den sistnämnda listan och blev veckans bäst säljande R&B-debut i landet. Detta blev det första amerikanska R&B-albumet att ta sig över topp-fem sedan 4 av Beyonce i juni 2011. Närmast kom Kelly Rowland en månad senare med hennes album Here I Am som nådde plats 16. På pop-listan UK Albums Chart debuterade skivan på plats 87. I Frankrike sålde albumet 200 exemplar vilket räckte till plats 173 på landets albumlista. I Asien tog sig skivan in på Japans och Sydkoreas respektive albumlistor. I det förstnämnda landet blev Two Eleven Brandys fjärde albumnotering. Den debuterade på plats 103. I Sydkorea debuterade skivan på plats 13 på landets officiella albumlista Gaon Album Chart, vilket blev hennes första studioalbum hittills i karriären att ta sig in på listan.

## Låtlista
| 1.           | Intro                               |                                                                           |                                       | 0:57  |
| 2.           | Wildest Dreams                      | Sean Garrett, Justin Henderson, Christoper Whitacre                       | The Bizness, Garrett                  | 4:25  |
| 3.           | So Sick                             | Garrett, Shondrae Crawford                                                | Bangladesh, Garrett                   | 4:31  |
| 4.           | Slower                              | Chris Brown, Brandy Norwood, Breyon Prescott, Amber Streeter, Dave Taylor | Switch                                | 2:57  |
| 5.           | No Such Thing as too Late           | Richard Butler, James Scheffer, Daniel Morris                             | Jim Jonsin, Mr. Morris, Rico Love     | 4:01  |
| 6.           | Let Me Go                           | Crawford, Garrett, Lykke Li Zachrisson, Björn Yttling                     | Bangladesh, Garrett                   | 3:17  |
| 7.           | Without You                         | Eric Bellinger, Courtney Harrell, Norwood, Prescott, Harmony Samuels      | Harmony Samuels                       | 4:12  |
| 8.           | Put It Down (featuring Chris Brown) | Dwayne "Dem Jointz" Abernathy, Brown, Crawford, Garrett                   | Bangladesh, Sean Garrett, Dem Jointz* | 4:06  |
| 9.           | Hardly Breathing                    | Butler, Pierre Medor                                                      | Rico Love, Medor                      | 3:55  |
| 10.          | Do You Know What You Have?          | Garrett, Norwood, Prescott, Pierre Slaughter, Mike L. Williams            | Mike WiLL Made It, P-Nasty*           | 3:28  |
| 11.          | Scared of Beautiful                 | Frank Ocean, Warryn Campbell, Prescott                                    | Warryn Campbell, Prescott*            | 3:46  |
| 12.          | Wish Your Love Away                 | Brandon Ramon Johnson, Tiyon "TC" Mack, Ryuichi Sakamoto, Mario Winans    | Mario Winans, Brandon Ramon Johnson*  | 3:19  |
| 13.          | Paint This House                    | Butler, Eric Goody II, Earl Hood, Medor                                   | Rico Love, Earl, E., Pierre Medor     | 3:59  |
| 14.          | Outro                               |                                                                           |                                       | 0:57  |
| Total längd: | Total längd:                        | Total längd:                                                              | Total längd:                          | 47:50 |

| 14. | Can You Hear Me Now? | Butler, Nathaniel Hills | Danja, Rico Love    | 5:00 |
| 15. | Music                | Mike Flowers, Prescott  | Mike City           | 4:19 |
| 16. | What You Need        | Crawford, Garrett       | Bangladesh, Garrett | 3:08 |
| 17. | Outro                |                         |                     | 0:57 |

### Samplingar
- "Let Me Go" samplar "Tonight" av den svenska popsångerskan Lykke Li, komponerad av Li och Björn Yttling.
- "Wish Your Love Away" innehåller delar av "Ending Theme" från TV-spelet Seven Samurai, komponerad av den japanska producenten Ryuichi Sakamoto.

## Medverkande
- Hämtad från Barnes & Noble.[91]

Kreativitet och ledning
| - Steven Gomillion, Dennis Leupold; fotografi - Maria Paula Marulanda; design - Ryan Ramsey; manager |

Framföranden
| - Brandy Norwood; huvudsång - Chris Brown; gästsångare (spår 8 "Put It Down") - Rico Love; gästsångare (spår 14 "Can You Hear Me Now?") - Dwayne "Dem Jointz" Abernathy Jr.; bakgrundssång - Tony Aliperti; gitarr | - Pierre Medor; keyboards - Frank Romano; gitarr - Earl Hood; keyboards - Eric Goudy II; keyboards - Danny Morris; keyboards |

Tekniskt
| - Ryuichi Sakamoto; kompositör - Mario Winans; kompositör, producent, instrumentering - Brandy Norwood; chefsproducent, kompositör - James Scheffer; kompositör - Mike City; kompositör, producent - Warryn Campbell; kompositör, producent - Peter Edge; chefsproducent - Michael Piazza; ljudtekniker - Breyon Prescott; kompositör, producent, chefsproducent - Conrad Golding; ljudtekniker - Jim Jonsin; programmering, producent - Björn Yttling; kompositör - Pierre Medor; kompositör, programmering, producent, ljudtekniker, sångproducent - Daniel Morris; kompositör - Francis Graham; ljudtekniker - Justin Henderson; kompositör - Courtney Harrell; kompositör - Sean Garrett; kompositör, producent - Franny "Franchise" Graham; ljudtekniker - Chris Brown; kompositör - Rico Love; kompositör, producent, sångarrangemang, sångproducent - Marcella "Ms. Lago" Araica; ljudtekniker - Lykke Li Zachrisson; kompositör - Tha Bizness; producent | - Brandon James; instrumentation - Mike Will; producent - Nikolas Marzouca; ljudtekniker - Tiyon Mack; kompositör - Nathaniel Hills; kompositör - Shondrae "Mr. Bangladesh" Crawford; producent, kompositör - Christopher Whitacre; kompositör - Eric Bellinger; kompositör - Mike "Snotty" Miller; ljudtekniker - Thurston McCrea; ljudtekniker - Dave Taylor; kompositör - Harmony "H-Money" Samuels; kompositör, instrumentering, producent - Earl Hood; kompositör, programmering - Eric Goudy II; kompositör, programmering - Frank Ocean; kompositör - Amber Streeter; kompositör - Dwayne "Dem Jointz" Abernathy Jr.; kompositör, programmering - Pierre Slaughter; kompositör - Carlos King; ljudtekniker - Nate Burgess; ljudtekniker - P-Nasty; producent - Mike L. Williams; kompositör - Dave Kitch; mastering - Brandon Ramon Johnson; kompositör, producent |

## Topplistor
| Lista (2012)                           | Högsta listplacering |
| -------------------------------------- | -------------------- |
| Frankrike (SNEP)                       | 173                  |
| Japan (Oricon Chart)                   | 103                  |
| Sydkorea (Gaon Album Chart)            | 13                   |
| Storbritannien (UK Albums Chart)       | 87                   |
| Storbritannien (UK R&B Albums Chart)   | 4                    |
| USA Billboard 200                      | 3                    |
| USA Top R&B/Hip-Hop Albums (Billboard) | 1                    |

| Lista (2012)                           | Högsta listplacering |
| -------------------------------------- | -------------------- |
| USA Top R&B/Hip-Hop Albums (Billboard) | 52                   |

## Utgivningshistorik
| Region         | Datum           | Skivbolag                | Katalognummer |
| -------------- | --------------- | ------------------------ | ------------- |
| Tyskland       | 12 oktober 2012 | Sony Music Entertainment | i.u.          |
| Storbritannien | 15 oktober 2012 | RCA Records              | i.u.          |
| USA            | 16 oktober 2012 | Chameleon, RCA Records   | 88725442842   |
| Japan          | 24 oktober 2012 | Sony Music Japan         | SICP3579      |